# 에드워드 베이커 링컨
에드워드 베이커 링컨(영어: Edward Baker Lincoln, 1846년 3월 10일 ~ 1850년 2월 1일)은 에이브러햄 링컨과 메리 토드 링컨의 둘째 아들이었다. 그의 이름은 링컨의 절친한 친구 에드워드 디킨슨 베이커의 이름을 따 지어졌다. 에이브러햄과 메리 모두 그의 이름의 철자를 "에디"로 적었지만, 국립공원관리공단은 "에디"를 별명으로 사용하고 이 별명은 링컨 무덤에 있는 그의 지하실에서도 이렇게 철자를 적었다.